# Sichuan Airlines
A Sichuan Airlines é uma companhia aérea da China.

## Frota

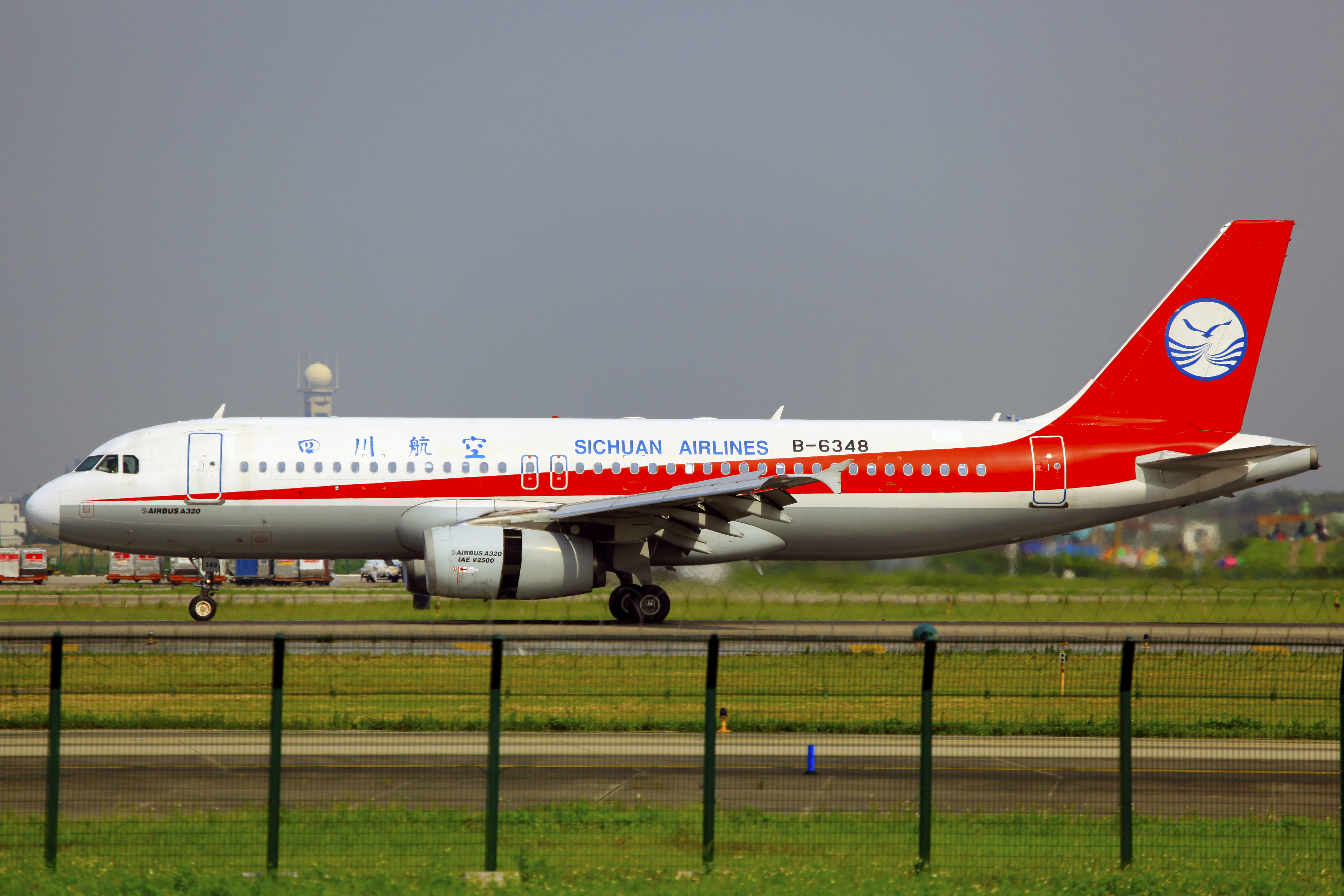
Airbus A320 da Sichuan Airlines.

Em julho de 2016.
- 23 Airbus A319-100
- 48 Airbus A320-200
- 30 Airbus A321-200
- 4 Airbus A330-200
- 4 Airbus A330-300